# سابري
سابري، (بالإنجليزية: Sapri)‏، هي بلدية في مقاطعة ساليرنو، في منطقة كامبانيا بجنوب غرب إيطاليا. إنها واحدة من المدن الواقعة في أقصى الجنوب من منطقة سيلنتو، ويبلغ عدد سكانها 6,783.

## السكان
في سنة 1861 بلغ عدد السكان 2٬201 نسمة، وتطور العدد ليصل في سنة 2011 لـ 6٬809 نسمة.
يظهر هذا المخطط البياني تطور النمو السكاني لـ سابري

## أعلام
- لويجي روسو